# Pentadiplandra
Pentadiplandra brazzeana — це вічнозелений чагарник або ліана, єдиний вид, віднесений до роду Pentadiplandra, і поміщений у власну родину під назвою Pentadiplandraceae. Він дає великі червоні ягоди, іноді з сірими плямами. Він відомий із західно-центральної тропічної Африки, між північною Анголою, східною Нігерією та західною Демократичною Республікою Конго. Ягода солодка на смак завдяки білку бразеїну, який значно солодший за сахарозу. Бразеїн може бути корисним як низькокалорійний підсолоджувач, але поки не дозволений як харчова добавка в Сполучених Штатах і Європейському Союзі.

## Опис
Pentadiplandra brazzeana — однодомний кущ максимум 5 м, але також може розвиватися в ліану, піднімаючись на дерева на висоту до 20 м. Чагарникова морфа зазвичай має масу розгалужених опуклих коренів, тоді як ліана має велику м’ясисту бульбу. Гілки без волосків і несуть почергово посаджені, прості та цільні листки, без прилистків біля основи стебла листа довжиною ½–1 см.
Безволоса листкова пластинка від еліптичної до зворотноланцетної форми, 5–15 см завдовжки та 1½–5 см завширшки, з клиноподібною основою, загостреним кінчиком, тьмяною або блискучою темно-зеленою верхньою поверхнею та тьмяно-темно-зеленою нижньою поверхнею та центральною жилка, яка пір’їсто розгалужується на п’ять-одинадцять пар бічних жилок. Квітки зібрані в кисті в пазухах листків або на верхівках гілок, загальна квітконосна ніжка значно довша в кінцевих кистях до 16 см завдовжки. Окремі квітки можуть бути функціонально тільки чоловічими, тільки жіночими або двостатевими, все на одній рослині. Вони сидять на ніжці довжиною 1–2 см і містять п’ять зелених чашолистків від еліптичних до ланцетних, ½–1 см завдовжки з фіолетовим краєм, які злегка горбкуваті та зрощені біля основи. Всередині п’ять вільних білих або жовтуватих пелюсток довжиною від 2 до 2½ см, розташованих між сусідніми чашолистками. Пелюстка складається з пластини від ланцетної до зворотноланцетної форми з нерівними бризками бордового кольору та загостреним кінчиком. Плід — куляста ягода діаметром 3½–5 см, повністю червона або з сірими плямами, містить багато насіння, прикріплених до осі, оточених рожевим м’якушем. Насіння має форму нирки і має зовнішній шар шерстистих, білих, одноклітинних волосків.

## Кладограма
Кладограма:

|  | \| \| family Resedaceae \| \| \| \| |
|  |                                     |
|  | family Gyrostemonaceae              |
|  |                                     |
|  | family Resedaceae                   |
|  |                                     |

|  | family Resedaceae |
|  |                   |

|  | \| \| family Resedaceae \| \| \| \| |
|  |                                     |
|  | family Gyrostemonaceae              |
|  |                                     |
|  | family Resedaceae                   |
|  |                                     |

|  | family Resedaceae |
|  |                   |

|  | family Capparaceae                                                        |
|  |                                                                           |
|  | \| \| family Cleomaceae \| \| \| \| \| \| family Brassicaceae \| \| \| \| |
|  |                                                                           |
|  | family Cleomaceae                                                         |
|  |                                                                           |
|  | family Brassicaceae                                                       |
|  |                                                                           |

|  | family Cleomaceae   |
|  |                     |
|  | family Brassicaceae |
|  |                     |

|  | family Capparaceae                                                        |
|  |                                                                           |
|  | \| \| family Cleomaceae \| \| \| \| \| \| family Brassicaceae \| \| \| \| |
|  |                                                                           |
|  | family Cleomaceae                                                         |
|  |                                                                           |
|  | family Brassicaceae                                                       |
|  |                                                                           |

|  | family Cleomaceae   |
|  |                     |
|  | family Brassicaceae |
|  |                     |

|  | \| \| family Resedaceae \| \| \| \| |
|  |                                     |
|  | family Gyrostemonaceae              |
|  |                                     |
|  | family Resedaceae                   |
|  |                                     |

|  | family Resedaceae |
|  |                   |

|  | \| \| family Resedaceae \| \| \| \| |
|  |                                     |
|  | family Gyrostemonaceae              |
|  |                                     |
|  | family Resedaceae                   |
|  |                                     |

|  | family Resedaceae |
|  |                   |

|  | family Capparaceae                                                        |
|  |                                                                           |
|  | \| \| family Cleomaceae \| \| \| \| \| \| family Brassicaceae \| \| \| \| |
|  |                                                                           |
|  | family Cleomaceae                                                         |
|  |                                                                           |
|  | family Brassicaceae                                                       |
|  |                                                                           |

|  | family Cleomaceae   |
|  |                     |
|  | family Brassicaceae |
|  |                     |

|  | family Capparaceae                                                        |
|  |                                                                           |
|  | \| \| family Cleomaceae \| \| \| \| \| \| family Brassicaceae \| \| \| \| |
|  |                                                                           |
|  | family Cleomaceae                                                         |
|  |                                                                           |
|  | family Brassicaceae                                                       |
|  |                                                                           |

|  | family Cleomaceae   |
|  |                     |
|  | family Brassicaceae |
|  |                     |

|  | \| \| family Resedaceae \| \| \| \| |
|  |                                     |
|  | family Gyrostemonaceae              |
|  |                                     |
|  | family Resedaceae                   |
|  |                                     |

|  | family Resedaceae |
|  |                   |

|  | \| \| family Resedaceae \| \| \| \| |
|  |                                     |
|  | family Gyrostemonaceae              |
|  |                                     |
|  | family Resedaceae                   |
|  |                                     |

|  | family Resedaceae |
|  |                   |

|  | family Capparaceae                                                        |
|  |                                                                           |
|  | \| \| family Cleomaceae \| \| \| \| \| \| family Brassicaceae \| \| \| \| |
|  |                                                                           |
|  | family Cleomaceae                                                         |
|  |                                                                           |
|  | family Brassicaceae                                                       |
|  |                                                                           |

|  | family Cleomaceae   |
|  |                     |
|  | family Brassicaceae |
|  |                     |

|  | family Capparaceae                                                        |
|  |                                                                           |
|  | \| \| family Cleomaceae \| \| \| \| \| \| family Brassicaceae \| \| \| \| |
|  |                                                                           |
|  | family Cleomaceae                                                         |
|  |                                                                           |
|  | family Brassicaceae                                                       |
|  |                                                                           |

|  | family Cleomaceae   |
|  |                     |
|  | family Brassicaceae |
|  |                     |

|  | \| \| family Resedaceae \| \| \| \| |
|  |                                     |
|  | family Gyrostemonaceae              |
|  |                                     |
|  | family Resedaceae                   |
|  |                                     |

|  | family Resedaceae |
|  |                   |

|  | \| \| family Resedaceae \| \| \| \| |
|  |                                     |
|  | family Gyrostemonaceae              |
|  |                                     |
|  | family Resedaceae                   |
|  |                                     |

|  | family Resedaceae |
|  |                   |

|  | family Capparaceae                                                        |
|  |                                                                           |
|  | \| \| family Cleomaceae \| \| \| \| \| \| family Brassicaceae \| \| \| \| |
|  |                                                                           |
|  | family Cleomaceae                                                         |
|  |                                                                           |
|  | family Brassicaceae                                                       |
|  |                                                                           |

|  | family Cleomaceae   |
|  |                     |
|  | family Brassicaceae |
|  |                     |

|  | family Capparaceae                                                        |
|  |                                                                           |
|  | \| \| family Cleomaceae \| \| \| \| \| \| family Brassicaceae \| \| \| \| |
|  |                                                                           |
|  | family Cleomaceae                                                         |
|  |                                                                           |
|  | family Brassicaceae                                                       |
|  |                                                                           |

|  | family Cleomaceae   |
|  |                     |
|  | family Brassicaceae |
|  |                     |